# فیبرات
در داروسازی، فیبرات‌ها دسته ای از کربوکسیلیک اسیدهای آمفیپاتیک هستند. این ترکیبات برای طیف وسیعی از اختلالات متابولیکی، عمدتاً هایپرکلسترولمی ( کلسترول بالا) استفاده می‌شوند، بنابراین جز عوامل کاهنده چربی خون هستند.

## اعضا

Aluminium clofibrate
بزافیبرات
Ciprofibrate
Choline fenofibrate
Clinofibrate
کلوفیبرات
Clofibride
فنوفیبرات
جم فیبروزیل
Ronifibrate
Simfibrate